# Markarian 1095
 (janvier 2024).
Améliorez-le ou discutez des points à vérifier. 
Markarian 1095 ou UGC 3271 est une galaxie spirale de Seyfert de type 1 de la constellation d'Orion qui se situe à environ 440 millions d'années-lumière,.

## Caractéristiques
Markarian 1095 est une galaxie multi-émettrice dans le domaine des rayons X, infrarouges, ultraviolet et les ondes radio. 
Cette multi-émission a été expliquée par l'équipe travaillant avec l'instrument IRAS, la multi-émission serait due à la très importante ionisation de l'hydrogène présent dans le disque d'accrétion.
L'émission infrarouge de Mrk 1095 a été étudiée par l'instrument AKARI, l'émission d'infrarouge proviendrait de l'ionisation du deutérium, le deutérium est un isotope de l'hydrogène.
Une étude faite avec le XMM-Newton a permis de mettre en évidence un immense jet de matière très émetteur dans le domaine des rayons X, ce jet fait plus de 8 fois la taille de la galaxie.
L'INTREF a montré que Mrk 509 est une émission de rayons gamma, cette émission serait due à l'ionisation d'atomes divers,.